# 布赫蒂韋茨河

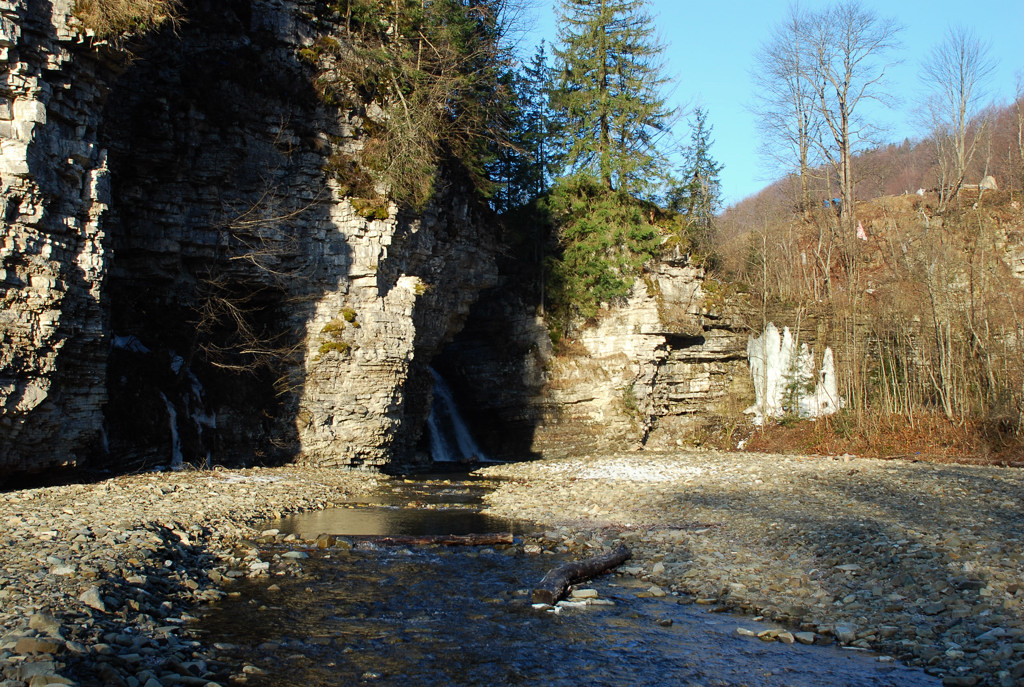
布赫蒂韋茨河

布赫蒂韋茨河（烏克蘭語：Бухтівець），是烏克蘭的河流，位於該國西部伊萬諾-弗蘭科夫斯克州，屬於維斯特里察-納德維爾尼揚斯卡河的支流，河道全長11公里，流域面積33.8平方公里。